# Ingemo Engström
Ingemo Engström (* 15. Oktober 1941 in Jakobstad) ist eine deutsche Filmregisseurin und Drehbuchautorin finnischer Herkunft.

## Leben
Die Finnlandschwedin Ingemo Engström hat zwei Geschwister. Ihr Vater war als Programmchef bei der Rundfunkanstalt Yleisradio und als Kulturpolitiker tätig. Engström machte 1960 ihr Abitur. Sie studierte Literaturwissenschaft und Psychologie, später zusätzlich Medizin. Ihre Studienzeit verbrachte sie von 1960 bis 1965 in Helsinki, danach in Hamburg und München. Dort besuchte sie auch gemeinsam mit Werner Herzog und Uwe Brandner Seminare am Deutschen Institut für Film und Fernsehen (DIFF). 
Im Alter von 24 Jahren schloss sie ihr Literaturwissenschaftsstudium mit einer Diplomarbeit über die Bildsprache bei Ingeborg Bachmann ab und heiratete einen deutschen Mediziner. Engström gehörte zusammen mit Wim Wenders und Gerhard Theuring zum ersten Jahrgang der 1967 neueröffneten Hochschule für Fernsehen und Film München. Ihr Abschlussfilm Dark Spring (1970) wurde mit dem Prädikat „besonders wertvoll“ ausgezeichnet und an mehrere Fernsehsender verkauft, wodurch Engström auf Anhieb der Durchbruch als Filmemacherin gelang. Nach der Scheidung von ihrem ersten Ehemann heiratete sie Gerhard Theuring. Das Paar hat eine 1973 geborene Tochter. Engström war Mitarbeiterin der Zeitschrift Filmkritik und arbeitete als Filmkritikerin für schwedischsprachige Zeitschriften und für den finnischen Rundfunk.

## Filmografie
- 1968: Candy Man
- 1969: Eros-Center Hamburg (Schauspielerin)
- 1970: Dark Spring
- 1973: Zwei Liebende und die Mächtigsten dieser Erde
- 1975: Kampf um ein Kind
- 1975: Erzählen (mit Harun Farocki)
- 1977: Fluchtweg nach Marseille (mit Gerhard Theuring)
- 1978: Zwischen zwei Kriegen (Schauspielerin)
- 1979: Letzte Liebe
- 1986: Flucht in den Norden (nach dem gleichnamigen Roman von Klaus Mann)
- 1992: Ginevra
- 1995: Mrs. Klein

## Veröffentlichungen
- Etwas über Schlußbilder und meine Liebe zum Kontinent, in: Filmkritik, Heft 231 vom März 1976. – Darin auch einige Bemerkungen zu ihren eigenen Filmen Dark Spring und Kampf um ein Kind.[5]
- (Gemeinsam mit Gerhard Theuring:) Fluchtweg nach Marseille, in: Filmkritik, Heft 254 vom Februar 1978.
- Jahre der wirksamen Träume; geschrieben für die Retrospektive im Filmmuseum München (April bis Juni 2019).[6]

## Auszeichnungen
- Josef-von-Sternberg-Preis, Internationales Filmfestival Mannheim 1977
- Preis der Evangelischen Filmarbeit 1977 (für Fluchtweg nach Marseille)
- Goldener Apfel – Prix des femmes, Internationales Filmfestival von Locarno 1978 (für Fluchtweg nach Marseille)
- FIPRESCI-Preis, Internationales Filmfestival von Locarno 1980 (für Letzte Liebe)
- Silberne Plakette, Figueira da Foz Film Festival 1980 (für Letzte Liebe)
- Prix de la critique, Festival de Films de Femmes de Bruxelles 1981 (für Letzte Liebe)[7]